# Oxana Yakovlieva
Oxana Mykolaivna Yakovlieva –en ucraniano, Оксана Миколаївна Яковлєва– (Dubrovka, 6 de octubre de 1980) es una deportista ucraniana que compitió en biatlón. Ganó dos medallas de plata en el Campeonato Mundial de Biatlón, en los años 2003 y 2008, y nueve medallas en el Campeonato Europeo de Biatlón entre los años 2001 y 2008.

## Palmarés internacional
| Campeonato Mundial | Campeonato Mundial           | Campeonato Mundial | Campeonato Mundial |
| Año                | Lugar                        | Medalla            | Prueba             |
| ------------------ | ---------------------------- | ------------------ | ------------------ |
| 2003               | Janty-Mansisk (Rusia)        | Medalla de plata   | Relevos            |
| 2008               | Östersund (Suecia)           | Medalla de plata   | Relevos            |
| Campeonato Europeo |                              |                    |                    |
| Año                | Lugar                        | Medalla            | Prueba             |
| 2001               | Haute-Maurienne (Francia)    | Medalla de oro     | Individual         |
| 2001               | Haute-Maurienne (Francia)    | Medalla de bronce  | Relevos            |
| 2002               | Kontiolahti (Finlandia)      | Medalla de bronce  | Relevos            |
| 2005               | Novosibirsk (Rusia)          | Medalla de plata   | Relevos            |
| 2007               | Bansko (Bulgaria)            | Medalla de oro     | Individual         |
| 2007               | Bansko (Bulgaria)            | Medalla de bronce  | Relevos            |
| 2008               | Nové Město (República Checa) | Medalla de oro     | Velocidad          |
| 2008               | Nové Město (República Checa) | Medalla de oro     | Relevos            |
| 2008               | Nové Město (República Checa) | Medalla de plata   | Persecución        |